# Daniel Carlsson (rallye)
Pour les articles homonymes, voir Daniel Carlsson et Carlsson.
Daniel Carlsson, né le 29 juin 1976, est un pilote suédois de rallye.

## Biographie
Daniel commence sa carrière en tant que pilote en 1999. Après le retrait de Markko Märtin du Championnat du monde des rallyes 2005 à la suite du décès de son copilote, Peugeot va proposer à Daniel Carlsson de finir la saison 2005 au volant de la Peugeot 307 WRC.
En 2003 il termine 3e du championnat P-WRC, en remportant les rallyes de Finlande et de Grande-Bretagne dans sa catégorie sur une Suzuki Ignis S1600.
Il signe son meilleur résultat en WRC, la troisième place, lors de l'édition 2006 du Rallye de Suède sur une Mitsubishi Lancer privée. Son copilote est alors Mattias Andersson. Cette performance lui permet d'intégrer le team OMV Kronos Citroën WRT lors de la saison 2007, et de piloter une Citroën Xsara WRC avec le Français Denis Giraudet comme copilote.
Il cesse cependant son activité régulière en 2008.